# Sedlnice (stacja kolejowa)
Sedlnice – stacja kolejowa w Sedlnicach, w kraju morawsko-śląskim, w Czechach. Znajduje się na wysokości 265 m n.p.m. i leży na linii kolejowej nr 325.
Ze stacji prowadzi także linia kolejowa prowadząca do dworca Mošnov, Ostrava Airport obsługującego ostrawskie lotnisko.